# Erinus thibaudii
Erinus thibaudii är en grobladsväxtart som beskrevs av Jahandiez och Maire. Erinus thibaudii ingår i släktet Erinus och familjen grobladsväxter. Inga underarter finns listade i Catalogue of Life.